# Пфаркирхен
Пфаркирхен (њем. Pfarrkirchen) град је у њемачкој савезној држави Баварска. Једно је од 31 општинског средишта округа Ротал-Ин. Према процјени из 2010. у граду је живјело 11.776 становника. Посједује регионалну шифру (AGS) 9277138.

## Географски и демографски подаци
Пфаркирхен се налази у савезној држави Баварска у округу Ротал-Ин. Град се налази на надморској висини од 381 метра. Површина општине износи 52,3 km². У самом граду је, према процјени из 2010. године, живјело 11.776 становника. Просјечна густина становништва износи 225 становника/km².

## Међународна сарадња
| Мјесто | Држава     | Врста сарадње | Од    |
| ------ | ---------- | ------------- | ----- |
| Ротал  | Швајцарска | пријатељство  | 1976. |
| Извор  |            |               |       |

## Партнерски градови
- Сен Реми де Прованс
- Ruswil
- Ettiswil
- Buttisholz
- Grosswangen
- Сан Винченцо